# Bob Pacholík
Bob Pacholík, úředním jménem Bohuslav Pacholík (* 20. července 1947, Prostějov) je český fotograf.

## Životopis
Vyučil se frézařem, po vyučení absolvoval Střední průmyslovou školu strojnickou v Prostějově (maturita 1969). Původně pracoval jako konstruktér, od roku 1977 v Okresním kulturním středisku v Prostějově jako metodik amatérské výtvarné tvorby a fotograf. Byl zakládajícím členem skupiny PAF (Prostějovská amatérská fotografie). Mezi lety 1975–1985 spolupracoval s HaDivadlem. V 90. letech pracoval jako fotograf v Hanáckých novinách a Prostějovském týdnu. Věnuje je reportážní, divadelní a krajinářské fotografii. Vystavoval v Praze, Brně, Prostějově, Plzni, Blansku nebo Olomouci.
V roce 1989 se angažoval v Občanském fóru, mezi léty 1990–2006 byl zastupitelem města Prostějova. V roce 1998 byl zvolen, když se ze 14. místa kandidátní listiny "Sdružení OS, NK" se posunul na 3. místo. Mandát obhájil v roce 2002 na kandidátce strany Unie svobody-Demokratická unie.

## Dílo (výběr)
- Bob Pacholík – fotografie – Prostějov (1985–1987). Prostějov 2005.

## Ocenění
- Cena města Prostějova (2012)[5]